# Lista de máquinas da Sega Pinball
Sega Pinball Inc. foi uma divisão da Sega que existiu de 1994 até 1999. Embora a Sega tenha entrado no mercado de pinball pela primeira vez em 1971, mas tenha parado a produção em 1978. A Sega voltou a entrar no mercado quando assumiu a divisão de pinball da Data East em 1994. Eles produziram máquinas sob o nome de Sega Pinball Inc. por 5 anos antes de deixar o mercado novamente em 1999. A Sega vendeu todos os ativos de pinball para Gary Stern, presidente da divisão, que então fundou a Stern Pinball, Inc.

## Sega Pinball (1994–1999)

### Pinball
- Apollo 13
- Batman Forever
- Baywatch
- Godzilla
- GoldenEye
- Golden Cue
- Harley Davidson
- Independence Day
- Lost in Space
- Mary Shelley's Frankenstein
- Maverick
- South Park
- Space Jam
- Star Wars Trilogy
- Starship Troopers
- The Lost World: Jurassic Park
- The X-Files
- Twister
- Viper Night Drivin'

#### Protótipos não lançados
- Derby Daze (1996)
- Roach Racers (1997)

### Máquinas de arcade diversos
- Cut the Cheese (1996)
- Austin Powers (1997)
- Udderly Tickets (1997)
- Whack-A-Doodle-Doo (1998)
- Titanic (1999)

## Sega Enterprises Ltd. (1971–1978)

### Pinball
- Ali Baba
- Arabian Night
- Bad Cat
- Big Kick
- Big Together
- Carnival
- Cha-Cha-Cha
- Crazy Clock
- Explorer
- Galaxy
- Mikoshi
- Millionaire
- Miss Nessie
- Monte Rosa
- Nostalgia
- Robin Hood
- Rodeo
- Sapporo
- Sky Lover
- Surfing
- Temptation
- Winner
- Woman-Lib